# Rafael Castillejo
Rafael Castillejo (Zaragoza, 1952-4 de junio de 2021) fue un investigador, promotor cultural, escritor y bloguero español. 

## Museo Digital (Imágenes y sonidos de aquellos años)
Como promotor cultural creó un museo digital de imágenes y sonidos populares de España, en el período que comprende los finales de la Guerra civil y hasta bien entrados los años 60. Desde los comienzos de la popularización de internet, fue recogiendo las imágenes y sonidos de esas décadas en su página web «El desván de Rafael Castillejo», que son utilizados como ejercicios de memoria en talleres de mayores, y hasta como herramienta de ayuda para aprender a navegar por Internet.  

## Divulgación: libros, publicaciones y charlas
Es autor del libro Recuerdos Compartidos -Memorias de un niño nacido en los cincuenta- editado y publicado por Prensa Diaria Aragonesa, S.A., editora de El Periódico de Aragón, en diciembre de 2019. Sus beneficios como autor, son donados íntegramente a FARAL (Federación de Familiares de Enfermos de Alzheimer y otras demencias).  El libro recoge desde las voces de la radio a las fotografías de los niños bañándose en el Ojo del Canal, en un ejercicio de memoria sentimental.
El objetivo del autor fue que los lectores esbocen una sonrisa y disfruten al pasearse entre los tebeos que entonces se leían con sus populares personajes, y que también recuperen canciones y programas de la radio, personajes del cine y otros muchos objetos y distracciones que poblaban aquel mundo infantil y juvenil de esa época. Aunque declaró no ser un coleccionista, sin embargo, muchos de los objetos encontrados en almonedas y rastrillos utilizados en las películas españolas que rememoran aquellos años, le fueron donados o fotografiados para agregarse a su web.
También fue coautor de los libros Días de frío y guirlache (2017) y Una memoria sentimental de las Fiestas del Pilar (2015), ambos editados y publicados por Prensa Diaria Aragonesa. En todos los libros mostró un especial afecto a todo aquello que ayudaba a llenar la imaginación y a enriquecer la vida de un joven, en la Zaragoza de los 50 y 60. Por todo ello fue un personaje popular que ha sido entrevistado en numerosas ocasiones, y cuyos recuerdos materializados contribuyeron al ocio de los mayores. 
Fue colaborador del suplemento ‘Artes & Letras” de Heraldo de Aragón, de diversas revistas culturales y de distintas productoras y programas de Aragón TV, cadenas de radio, etc.
«Recuerdos Compartidos» fue también el título de su ciclo de charlas audiovisuales que, desde 2014, presentó cada dos meses en el espacio Ámbito Cultural de El Corte Inglés. Posteriormente, muchas de estas charlas fueron solicitadas por distintas asociaciones, centros cívicos, etc.